# Province de Nor Yungas
Nor Yungas est une province dans le Département de La Paz, en Bolivie, qui tire son nom de l'aire géographique de la vallée forestière des Yungas où elle est située. Son centre administratif est Coroico qui en est la plus grande ville.
La seconde ville de la province est Coripata.

## Voir aussi

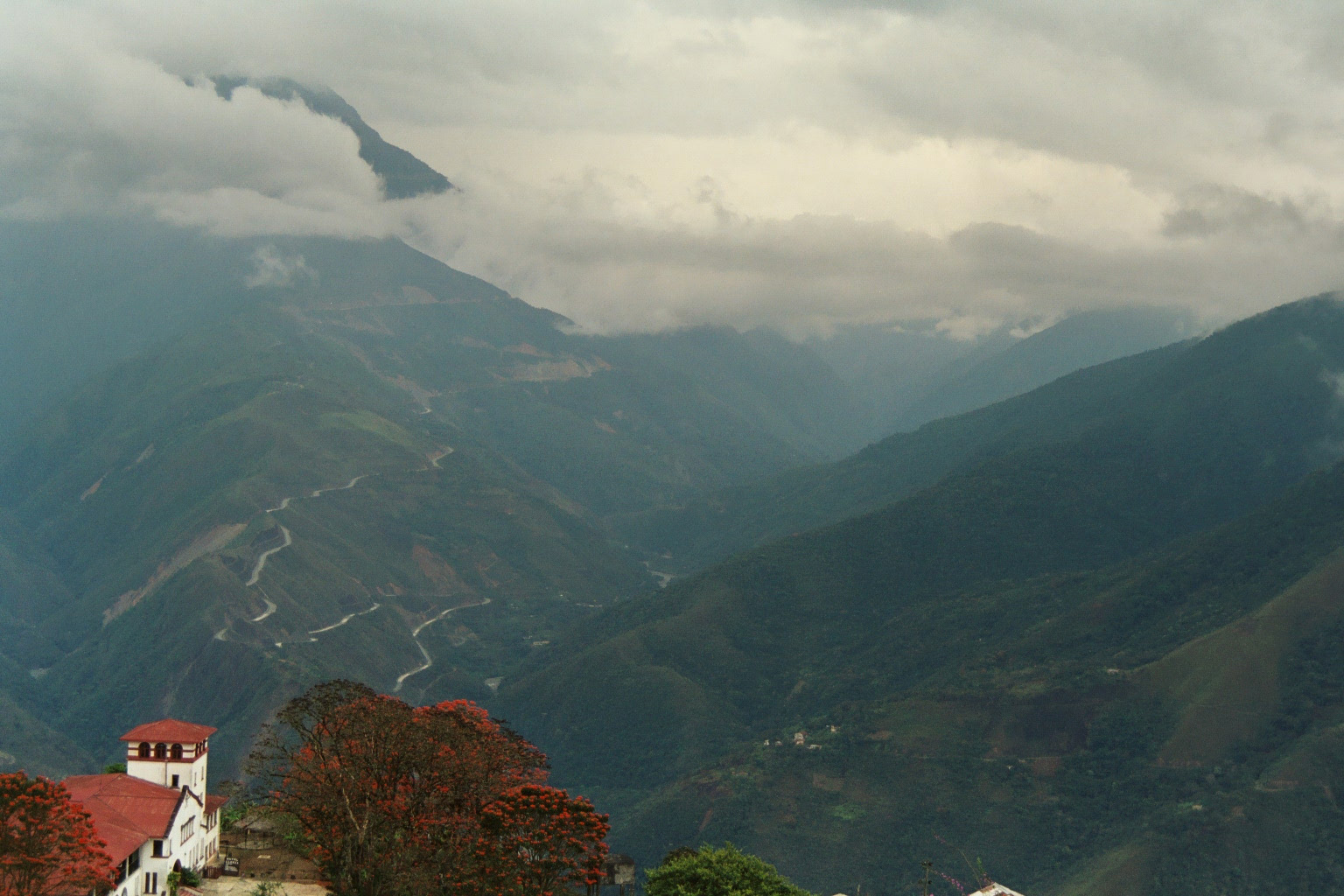
Le Nor Yungas depuis Coroico